# Политика кофе с молоком

Штаты Минас-Жерайс и Сан-Паулу на карте Бразилии 1889—1943 годов.

Политика кофе с молоком (порт. Política do café com leite) — термин, которым обозначают доминирование в бразильской политике во времена Старой республики (1889—1930) олигархии крупнейших и богатейших штатов Сан-Паулу (центр производства кофе) и Минас-Жерайс (центр молочной промышленности).
В течение периода старой республики система патронажа, которая определяла бразильскую политику (особенно в сельской местности), предоставляла возможности аграрным олигархам из богатых штатов превалировать в государственных структурах. Политика кофе с молоком фактически означала, что губернаторы двух главных штатов чередовались в должности президента республики.
Эта политика полностью основывалась на олигархической системе, известной как коронелизм (порт. coronelismo) или «власть полковников», при которой вся власть сосредоточена в руках одного олигарха, известного как «полковник» (порт. coronel), который распределял привилегии в ответ на лояльность.
Между тем, у представителей других штатов такая структура распределения государственной власти вызывала недовольство. Страшная засуха 1877 года на северо-востоке страны и экономический спад в результате отмены рабства в 1880-х годах привели к значительной трудовой миграции освобождённых рабов и других крестьян с северо-востока на юго-восток, ускорив распад сахарной олигархии Севера. Постепенно с ростом значения кофе на юго-востоке Сан-Паулу начал играть роль центрального штата во власти Старой республики.
С другой стороны, рост торговли и промышленности в Сан-Паулу подрывали предпочтение кофейных олигархов в политике самого штата. В течение правления Жетулиу Варгаса, которое сопровождалось усилением среднего класса и аграрной олигархии периферийных штатов, в Бразилии сформировалась более централизованная государственная структура, постепенно вытесняя политику коронелизма. Впрочем, наследие политики кофе с молоком ещё долгое время проявляло себя. Бразильская политика известна своей чрезвычайно клановой, олигархической и персоналистической структурой, а Сан-Паулу и Минас-Жерайс остаются ведущими штатами страны.